# Ford Verona
Ford Verona eller Volkswagen Apollo var ett par bilar som tillverkades i Brasilien av företaget Autolatina, ett gemensamt företag för Volkswagens och Fords brasilianska dotterbolag.  Modellen tillverkades mellan 1989 och 1992 samt mellan 1993 och 1996.  Bilen baserades mycket på andra generationens Ford Orion. 
Projektnamnet för modellen var Nevada. Då tillverkarna inte kunde komma överens om modellens slutgiltiga namn lät de namnet slumpas fram av en dator. Ford Verona hade från början två olika motorvarianter: Ford CHT 1.6 och VW AP 1.8. Senare fick den även ett tredje alternativ i och med 2.0 AP. 
Volkswagen Apollo var i grund och botten en omdöpt version av Ford Verona. Den här modellen såldes från 1990 till 1992. Vissa skillnader fanns, som kortare utväxling och annorlunda instrumentbräda. 

## Första generationen (1989-1992)
Produktionen av Verona i Brasilien började 1989. Den första generationen påminner mycket om den fjärde generationens Ford Escort, bortsett från det större bagageutrymmet. Den här versionen kallas också ibland för MK4 på grund av dessa likheter. 
Första generationen producerades enbart med tvådörrars-karosserier. 
Versioner: LX, GLX.

## Andra generationen (1993-1996)
Egentligen slutade produktionen av Ford Verona 1992, men återkom 1993. Den här gången liknade karossen mera den tredje generationen av Ford Orion. Istället för enbart två dörrar, som den tidigare generationen, kom den här generationen enbart i form av en fyrdörrad sedan. Motorn kom i två versioner: 1.8 L AP och 2.0 L AP.
Versioner: LX, GL, GLX, Ghia, S.